# Rainer Ignaczak
Rainer Ignaczak (* 18. November 1943; † 11. Mai 2022) war ein Fußballtorwart, der unter anderem für den 1. FC Union Berlin in der DDR-Oberliga spielte.

## Karriere
Ignaczak begann seine Fußball-Laufbahn bei der BSG Motor Köpenick, wo er 1957 als dreizehnjähriger Schüler begann, alle Nachwuchsmannschaften durchlief und im Männerbereich zuletzt in der zweitklassigen DDR-Liga spielte. In dieser Zeit schloss er auch seine Berufsausbildung zum Kabelfacharbeiter ab. 1964 stieg Köpenick in die Bezirksliga ab, und im November 1964 wurde Ignaczak für eineinhalb Jahre zum Wehrdienst eingezogen. Diesen absolvierte er zunächst beim SC Dynamo Berlin, der ihn jedoch nur in der Reservemannschaft spielen ließ. Zur Saison 1965/66 zur BFC-Außenstelle SG Dynamo Hohenschönhausen abgegeben, wo Ignaczak in der DDR-Liga spielen konnte.
Nach seiner Entlassung aus der Armee meldete er sich im Mai 1966 beim 1. FC Union Berlin an, der drei Wochen später in die DDR-Oberliga aufstieg. Erst am 5. August 1967 stand der 1,81 m große Torwart schließlich zum ersten Mal im Intertotospiel bei Union Teplice (1:1) im Tor der Oberligamannschaft. Schon in der nachfolgenden Oberliga-Saison 1967/68 wurde er zum Stammtorhüter und löste mit 31 Pflichtspieleinsätzen die bisherige Nummer 1 Peter Blüher ab. Am Ende der Saison konnte Ignaczak auch den größten Erfolg seiner Fußballkarriere mit dem Gewinn des DDR-Fußballpokals feiern. Im Endspiel gegen den FC Carl Zeiss Jena am 9. Juni 1968 stand er im Tor des überraschend siegreichen Teams der Eisernen.
Ignaczak spielte insgesamt sieben Jahre für den 1. FC Union Berlin, darunter waren fünf Spielzeiten in der DDR-Oberliga. In der höchsten DDR-Fußballklasse absolvierte er 65 Spiele, in der DDR-Liga kam er 16-mal zum Einsatz. Außerdem stand er in 13 DDR-Pokalspielen im Union-Tor. Sein letztes der 95 Pflichtspiele bestritt Ignaczak am 13. Juni 1973 im Oberligaspiel gegen den FC Vorwärts Frankfurt/O., das seine Mannschaft mit 0:3 verlor und damit aus der Oberliga abstieg.
Mit 29 Jahren verabschiedete sich Rainer Ignaczak vom Hochleistungssport. Von 1974 bis 1976 war er Spielertrainer bei der BSG Bergmann-Borsig Berlin, deren Mannschaft (u. a. gemeinsam mit seinem ehemaligen Unioner Kollegen Wolfgang Wruck) er 1975 zum Aufstieg in die Berliner Bezirksliga verhalf. 1976 schloss er sich der BSG Rotation Berlin an, die gerade den Aufstieg in die zweitklassige DDR-Liga geschafft hatte. Zum Ende der Saison 1985/86 beendete Ignaczak bei Rotation seine aktive Zeit als Torwart. Als Hobbyfußballer stand er später noch bei Sparta Lichtenberg, Tiefbau Berlin, und Hertha BSC im Tor. Bei den Hertha-Amateuren absolvierte er 1991/92 im Alter von fast 50 Jahren noch ein Spiel. Die letzte Station seiner Fußball-Laufbahn war der Kreisligist VfB Friedrichshain, wo er von 2005 bis Februar 2008 als Trainer tätig war.